# Château de Coulonges-sur-l'Autize
Le château de Coulonges-sur-l'Autize est un château de style Renaissance, bâti entre 1522 et 1568, qui se dresse sur la commune de Coulonges-sur-l'Autize dans le département des Deux-Sèvres. Il abrite actuellement les services de la mairie. Ce bâtiment est l'un des grands modèles de l'architecture Renaissance en Poitou.

## Historique
Dans le bourg d'origine médiévale, à proximité de l’église, existait un château bâti au XIe siècle qui aurait été situé au lieu-dit du Pont au Son.
En 1473, après la mort de son frère Charles de Guyenne, Louis XI autorise la famille de Madaillan d’Estissac à réédifier les châteaux de Coulonges-les-Royaux et du Bois-Pouvreau, rasés auparavant par ordre de ce même roi, au sujet des limites de l'apanage de Charles de Guyenne. Le traité est signé à Coulonges-les-Réaux, actuellement Coulonges-sur-l'Autize, le 18 septembre 1469, lors d'une réconciliation entre Louis XI et Charles de Guyenne.
En fait, afin que Charles s'éloigne de l'Île-de-France ainsi que la Bourgogne, le roi choisit, pour lui, la Guyenne reconquise depuis seulement une quinzaine d'années, un pays où il existe toujours des querelles entre clans ou partis. Cela est exactement l'objectif du roi, un choix géopolitique. À la suite de la mort du duc Charles en 1472, faute d'héritier, le roi obtient plusieurs grands capitaines et conseillers du défunt et le rattachement de la Guyenne à la couronne, sans combattre.
Les travaux débutent au XVIe siècle par un pavillon carré, placé à l’intersection entre les deux ailes actuelles. Le plan d’ensemble initial n’est peut-être pas celui réalisé. En effet, vers 1540, un nouvel architecte dont le nom est inconnu arrive sur le chantier. Il semble venir d’Oiron et son influence se ressent à travers un changement de parti architectural significatif. Le chantier se poursuit par la construction de l’aile est puis de l’aile sud avec la chapelle et la galerie sous arcades. Les travaux sont achevés en 1568. Une aile nord-ouest pourrait avoir été projetée ; sa réalisation effective demeure hypothétique.
Le château est pillé et partiellement démoli au XVIIIe siècle, avant la Révolution.
Certains éléments du décor architectural sont acquis à partir de 1849 par l’aquafortiste Octave de Rochebrune pour être installés et ainsi préservés dans le château de Terre-Neuve à Fontenay-le-Comte, qui les reproduira sur certaines de ses estampes, et qui y sont conservés.
De la fin du XIXe siècle jusque dans les années 1960, le château abrite des salles de classe pour l'école communale et le collège. Dans les années 1940, la chapelle sert de tribunal de justice de paix.
En novembre 2017, une de ses targettes de fenêtre en métal ouvragé datée de 1550, objet mobilier classé trouvé lors de fouilles effectuées sur place en 1993, a intégré les salles d'exposition du château.
Propriété de la Mairie de Coulonges-sur-l'Autize depuis 1933, le château a désormais pour vocation d'être accessible à la visite chaque été pour faire découvrir son histoire aux multiples facettes.

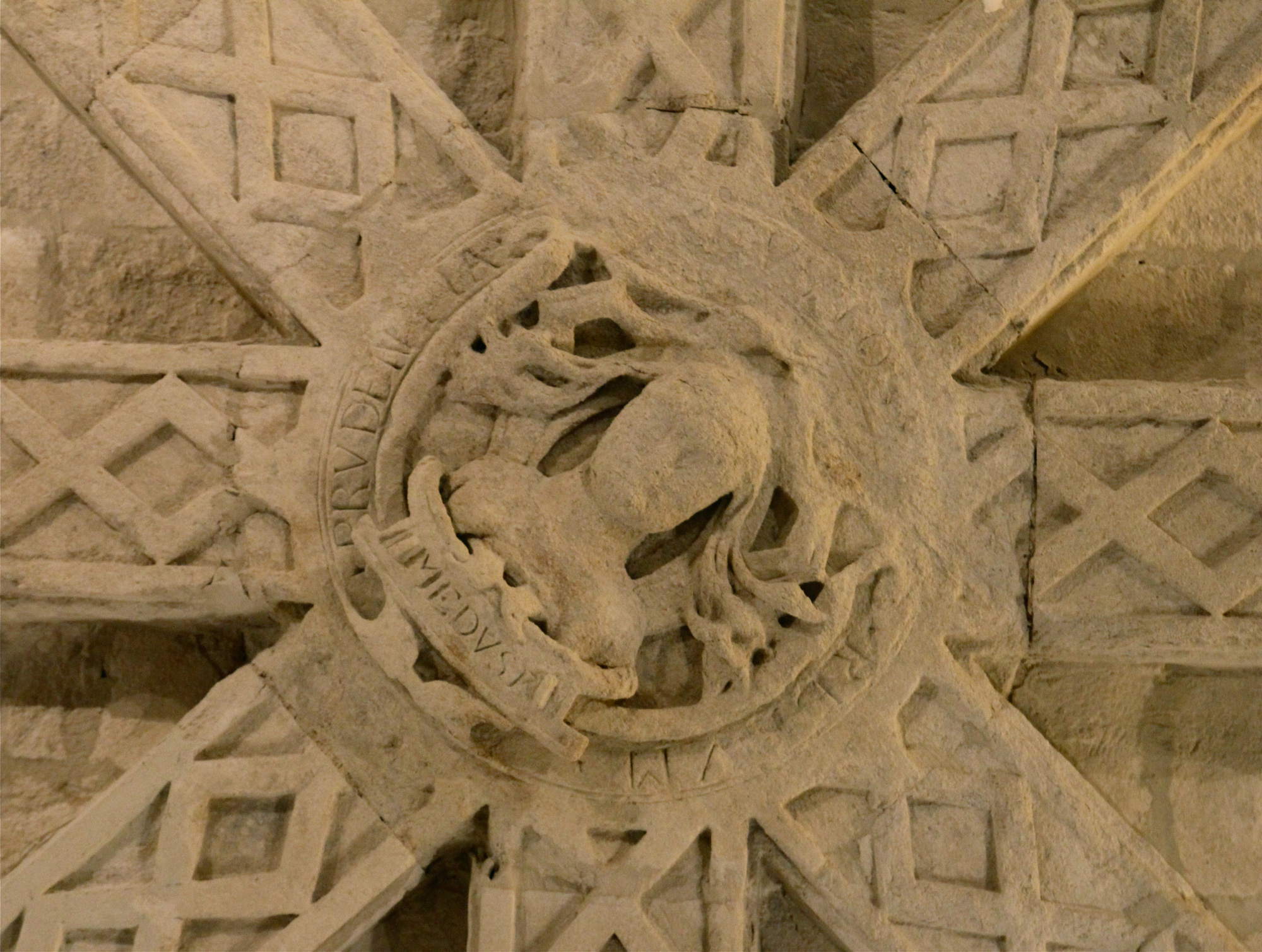
Medusa, clé de voûte de la 3e cuisine du château de Coulonges-sur-l'Autize

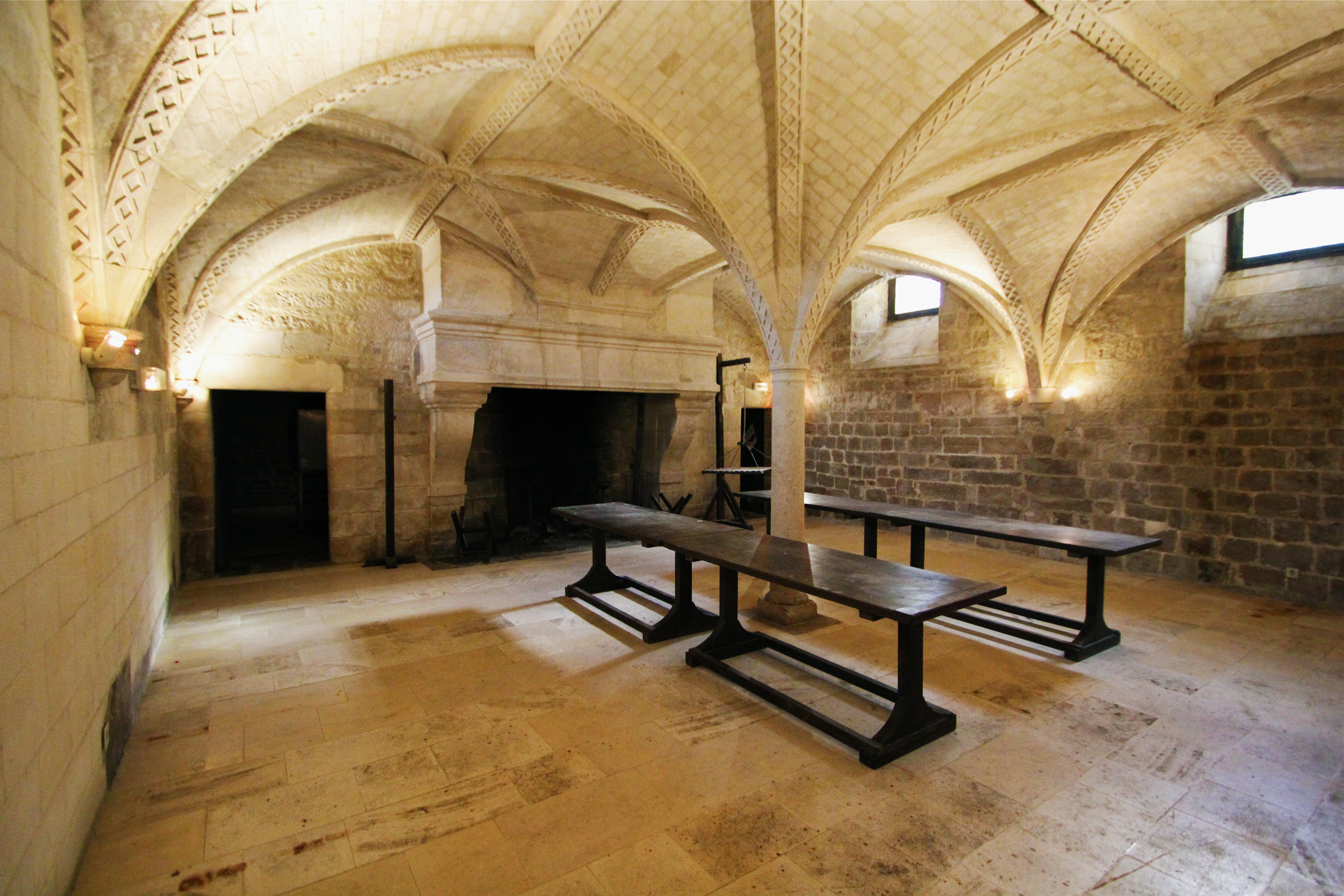
Cuisines du château Renaissance de Coulonges-sur-l'Autize

### Familles d'Estissac
Les d’Estissac, issus d'une noble famille d'Aunis, et seigneur de Mussidan-en-Périgord, arrivent en Poitou en 1429, en tant que sénéchal de Poitou. Il s'agit d'Amaury d’Estissac (†1457), chevalier à côté de Jeanne d'Arc au siège d’Orléans, sénéchal de Poitou, puis simultanément sénéchal de Saintonge, notamment, de 1436 à 1451, toujours premier chambellan du dauphin Louis, futur Louis XI. Il achète la seigneurie de Coulonges-les-Royaux vers 1447, avant sa résignation, en 1451.
En raison de l'absence d'héritier, Jean de Madaillan, fils de Lancelot de Madaillan et Jeanne d'Estissac, vraisemblablement son neveu, est institué par Amaury d'Estissac et Marguerite Harcourt, sa femme, et succède le nom et les armes d'Estissac le 22 mars 1458. Toutefois, il devient chambellan du frère de Louis XI, Charles de Guyenne, qui cherche toujours l'alliance avec Charles le Téméraire tout en souhaitant épouser sa fille Marie de Bourgogne depuis la Ligue du Bien public.
Sa femme, Jeanne de la Brousse, donne naissance à deux fils, Bertrand et Geoffroy, qui ont respectivement le vent en poupe. Fils aîné Bertrand de Madaillan d'Estissac embrasse une carrière militaire et accompagne Charles VIII et Louis XII lors de leurs campagnes italiennes. En récompense, il est nommé sénéchal d'Agenais, sénéchal du Périgord, lieutenant du gouvernement de Guyenne, et après son mariage avec la nièce du puissant cardinal Philippe de Luxembourg, maire et capitaine de Bordeaux. Son frère cadet Geoffroy de Madaillan d'Estissac, quant à lui, abbé de Cadouin et de Notre-Dame-de-Celles-sur-Belle en 1515, puis nommé évêque de Maillezais en 1518, grâce au roi François Ier. Geoffroy reste le seigneur du château jusqu'à sa mort en 1543. Par ailleurs, il fut un des patrons et protecteurs de François Rabelais. Donc, ces frères connaissaient bien les idées de la Renaissance, y compris celle de l'architecture.
C'est Louis de Madaillan d'Estissac, le fils de Bertrand, époux d'Anne de Daillon, qui complète la construction du château ; des monogrammes formant leurs prénoms sont visibles sur des caissons remontés par Rochebrune dans son atelier de graveur au château de Terre-Neuve.
Le fils de Louis, Charles d'Estissac, n'a pas eu la chance d'hériter du château après la mort de son père. Il disparaît brutalement en 1586 à l'âge de 23 ans à la suite d'un duel ayant mal tourné. C'est lui qui a accompagné Montaigne lors de son voyage en Italie.
Outre les liens entre l’Italie et le Poitou à cette époque, Coulonges bénéficie de la proximité et du rayonnement de la ville de Fontenay-le-Comte, important centre intellectuel et culturel à la Renaissance.
En 1569, lors de la période trouble des guerres de Religion, la famille royale s'installe au château pour les fêtes de Noël en rentrant de la bataille de Saint-Jean-d'Angély. Sont présents : le roi Charles IX, sa mère Catherine de Médicis, son frère Henri III et sa sœur Marguerite plus connue sous le nom de la Reine Margot.

## Description
Les cuisines du château sont semi-enterrées et s'étirent sur la moitié du monument, avec trois salles en enfilade. Leurs voûtes sont supportées par une colonne centrale. Ce parti est assez proche des cuisines du château d'Ecouen, contemporaines, mais celles de Coulonges présentent un programme décoratif riche et un grand souci de l'appareillage, d'autant plus curieux qu'ils se déploient dans des espaces de services. Un soin particulier a été apporté aux sculptures, jambage travaillé des cheminées dans deux des trois salles, cartouches, bandeaux des voûtes, avec des clés de voute représentant Médusa. Ce choix architectural reste une énigme pour les chercheurs.

## Protection
Le château est classé monument historique depuis 1994, alors que les vestiges de la galerie Sud sont, eux, inscrits depuis 1993. Il abrite de nos jours la mairie et l’office de tourisme de la commune.